# Arata Mackenyu
Arata Mackenyu (新田 真剣佑 Arata Makken'yū, tên khai sinh là Maeda Mackenyu (前田 真剣佑 Maeda Makken'yū), sinh ngày 16 tháng 11 năm 1996) là một diễn viên người Nhật sinh ra ở Los Angeles, Mỹ. Anh là con trai của diễn viên, nhà sản xuất, đạo diễn và võ sư Sonny Chiba.

## Tiểu sử
Maeda Mackenyu, được người ta gọi đơn giản là Mackenyu, sinh ngày 16 tháng 11 năm 1996 tại Los Angeles, cha mẹ là người Nhật, Tamami và Sonny Chiba. Anh đã theo học trường Trung học Beverly Hills trong chương trình Advanced Placement Program và xuất hiện trong một vài bộ phim và chương trình truyền hình khi lớn lên, bao gồm TV mini-series Team Astro (Astro Kyūdan) (2005), và bộ phim Nhật Bản Oyaji (2007), trong khi dành phần lớn thời gian của mình để đi học và tốt nghiệp.

## Sự nghiệp
Năm 2013, Mackenyu chuyển toàn bộ sự tập trung của mình vào diễn xuất - bao gồm cả vai diễn trong bộ phim Buzz (So-On: The Five Oyaji) (2014) và bộ phim truyền hình Yo nimo Kimyō na Monogatari (2014). Diễn xuất của anh nhanh chóng mở rộng, bao gồm ba vai phụ trong TV Mini-series Thám tử mẫu giáo (Hanasaki Shin'ichirō wa Nemurenai !!) (2015), Yume o Ataeru (2015) và The Hatsumori Bemars (2015). Danh tiếng của anh đã tăng lên đáng kể ở Nhật Bản sau khi đóng vai Eiji Tomari / Kamen Rider Dark Drive trong bộ phim live-action dựa trên series nổi tiếng sáng tác bởi nghệ sĩ manga Shotaro Ishinomori, Kamen Rider Drive: Surprise Future (Gekijōban Kamen Rider Drive: Surprise Future) (2015).
Năm 2015, Mackenyu cũng đã đóng vai chính trong hai bộ phim điện ảnh của Mỹ, Take a Chance (2015) và Tadaima (2015); qua đó anh đã giành được giải thưởng nam diễn viên xuất sắc nhất. Vào tháng 1 năm 2016, anh đã debut trong vở nhạc kịch Boys Over Flower của Nhật Bản (Hana Yori Dango: The Musical) (2016). Mackenyu có một vai nổi bật trong bộ phim hai phần Chihayafuru Part I & II (2016) đã được phát hành nối tiếp trong tháng ba và tháng tư năm 2016. [5] Tạp chí AM của Nhật Bản giới thiệu anh trên trang bìa của ấn bản ngày 14 tháng 3 năm 2016, bao gồm một cuộc phỏng vấn với anh ấy. Một trong những vai diễn khó khăn nhất trong sự nghiệp của anh cho đến nay là Shōjo (Thiếu Nữ). Sau khi hoàn thành vai chính của mình là Makise trong bộ phim Night's Tightrope (Shōjo) (2016), Mackenyu bắt đầu mở rộng cơ hội diễn xuất của mình ở Hollywood với vai chính trong series ZAPS, Inc. (2017) và vai phụ Ryoichi trong bộ phim khoa học viễn tưởng Pacific Rim Uprising (2018).
Năm 2023, Mackenyu đóng vai chính Pegasus Seiya trong phim Knights of the Zodiac nhưng doanh thu ảm đạm. Dự án ấn tượng nhất của anh trong năm này là One Piece do Netflix sản xuất. Mackenyu nhận được rất nhiều lời khen ngợi về cả ngoại hình và diễn xuất khi vào vai thợ săn hải tặc Roronoa Zoro.

## Danh sách phim

### Phim
| Year | Tựa                                                        | Vai                                 |
| ---- | ---------------------------------------------------------- | ----------------------------------- |
| 2015 | Tadaima                                                    | George                              |
| 2015 | Kamen Rider Drive: Surprise Future                         | Eiji Tomari/ Kamen Rider Dark Drive |
| 2015 | Take a Chance                                              | Masa                                |
| 2016 | Chihayafuru Part 1                                         | Arata Wataya                        |
| 2016 | Chihayafuru Part 2                                         | Arata Wataya                        |
| 2016 | Night's Tightrope                                          | Hikaru Makise                       |
| 2016 | Nigakute Amai                                              | Atsushi Babazono                    |
| 2017 | Let's Go, Jets!                                            | Kôsuke Yamashita                    |
| 2017 | JoJo's Bizarre Adventure: Diamond Is Unbreakable Chapter I | Okuyasu Nijimura                    |
| 2017 | Peach Girl                                                 | Toji                                |
| 2018 | Pacific Rim Uprising                                       | Cadet Ryoichi                       |
| 2018 | Chihayafuru Part 3                                         | Arata Wataya                        |
| 2018 | Over Drive                                                 | Naozumi Hiyama                      |
| 2018 | Impossibility Defense                                      | Asao Momose                         |
| 2018 | Code Blue                                                  |                                     |

### Truyền hình
| Năm  | Tựa                                                              | Vai               | Ghi chú |
| ---- | ---------------------------------------------------------------- | ----------------- | ------- |
| 2005 | Team Astro (Astro Kyûdan)                                        | Shin              |         |
| 2007 | Oyaji                                                            | Numata            |         |
| 2014 | Buzz (So-On: The Five Oyaji)                                     |                   |         |
| 2014 | Yonimo kimyô na monogatari                                       |                   |         |
| 2015 | The Kindergarten Detective (hanasaki Shin'ichirô wa nemurenai!!) | Hitoshi Kamose    |         |
| 2015 | Yume wo ataeru                                                   | Masaaki           |         |
| 2015 | Kamen Ride Drive: Movie Roadshow Commemoration!                  | Eiji Tomari       |         |
| 2015 | The Hatsumori Bemars                                             |                   |         |
| 2016 | "Ageba Tôtoshi" (Graduation)                                     | Ren Kitora        |         |
| 2016 | I'll Probably Fall In Love With You Again Tomorrow               | Shota             |         |
| 2016 | When the Cherry Blossom Blooms                                   | Ippei Takemiya    |         |
| 2017 | ZAPS, Inc.                                                       | Frankie           |         |
| 2017 | Fugitive Boys                                                    | Tetsuto Ichihashi |         |
| 2018 | Todome no Kiss                                                   | Takauji Namiki    |         |
| 2023 | One Piece                                                        | Roronoa Zoro      | Netflix |

## Giải thưởng
| Năm  | Giải thưởng                           | Thể loại               | Tác phẩm    | Kết quả   |
| ---- | ------------------------------------- | ---------------------- | ----------- | --------- |
| 2016 | 41st Giải Điện ảnh Hochi              | Nghệ sĩ mới hay nhất   | Chihayafuru | Đề cử     |
| 2017 | Giải Điện ảnh Mainichi thứ 71         | Nam diễn viên tốt nhất | Chihayafuru | Đề cử     |
| 2017 | Giải Viện Hàn lâm Nhật Bản lần thứ 40 | Người mới của năm      | Chihayafuru | Đoạt giải |